# Фурсов, Михаил Иванович
Михаил Иванович Фурсов (6 ноября 1926 — 12 июня 1973) — советский военнослужащий, участник Великой Отечественной войны, кавалер ордена Славы, телефонист взвода связи 2-го стрелкового батальона 4-го стрелкового полка 98-й стрелковой дивизии 1-й ударной армии 2-го Прибалтийского фронта, ефрейтор — на момент представлений к награждению орденом Славы 1-й степени.

## Биография
Родился 6 ноября 1926 года в городе Чугуев Харьковской области. Русский  Работал токарем на заводе в городе Свердловск.
В 1942 году был призван в Красную Армию. Отличился в боях за освобождение Прибалтики. 27 сентября 1944 года ефрейтор Фурсов награждён орденом Славы 3-й степени.
13 октября 1944 года при форсировании реки в районе Риги ефрейтор Фурсов под огнём противника обеспечивал непрерывную связь с подразделениями. 22 октября 1944 года ефрейтор Фурсов награждён орденом Славы 2-й степени.
23—26 декабря 1944 года в боях юго-восточнее города Джуксте под огнём противника устранил 8 повреждений на линиях связи. 24 марта 1945 года за исключительное мужество, отвагу и бесстрашие награждён орденом Славы 1-й степени. Стал полным кавалером ордена Славы.
В 1948 году уволен в запас. Умер 12 июня 1973 года.